# Села з укріпленими церквами в Трансильванії
Села з укріпленими церквами в Трансильванії (рум. Biserici fortificate din Transilvania, нім. Kirchenburgen in Siebenbürgen) — об'єкт світової спадщини ЮНЕСКО, що складається з 7 сіл, побудованих трансильванськими саксами, з розташованими в них укріпленими церквами XIII-XVI століть.

## Історія
Саксонські села Трансильванії з’явилися в ХІІ столітті, коли королі Угорщини поселили в цьому районі німецьких колоністів. Вони мали особливий статус серед народів провінції, і їх цивілізація зуміла розвинутись та процвітати, утворюючи спільноти фермерів, ремісників та купців. Розташовуючись у регіоні, який постійно перебував під загрозою вторгнень османів та татар, вони збудували укріплення різного розміру. Найважливіші міста були повністю укріплені, а менші громади створили укріплення біля церков, де вони додали оборонні вежі та сховища, щоб зберігати найцінніші товари та витримувати тривалі облоги.

## Список
| Село        | Зображення | Румунська назва | Німецька назва | Угорська назва | Основні визначні пам'ятки        |
| ----------- | ---------- | --------------- | -------------- | -------------- | -------------------------------- |
| Б'єртан     |            | Biertan         | Birthälm       | Berethalom     | Б'єртанська укріплена церква     |
| Килнік      |            | Câlnic          | Kelling        | Kelnek         | Килнікська цитадель              |
| Диржіу      |            | Dârjiu          | Ders           | Székelyderzs   | Диржіуська укріплена церква      |
| Прежмер     |            | Prejmer         | Tartlau        | Prázsmár       | Прежмерська укріплена церква     |
| Саскіз      |            | Saschiz         | Keisd          | Szászkézd      | Саскізька укріплена церква       |
| Валя-Віїлор |            | Valea Viilor    | Wurmloch       | Nagybaromlak   | Валя-Віїлорська укріплена церква |
| Віскрі      |            | Viscri          | Weißkirch      | Fehéregyháza   | Віскрська укріплена церква       |